# Égreville
Égreville település Franciaországban, Seine-et-Marne megyében. Lakosainak száma 2164 fő (2022. január 1.). Égreville Villebéon, Jouy, Le Bignon-Mirabeau, Chevannes, Chevry-sous-le-Bignon, Bransles, Chaintreaux és Lorrez-le-Bocage-Préaux községekkel határos.

## Népesség
A település népességének változása:
| Lakosok száma | 2152 | 2159 | 2193 | 2150 | 2148 | 2152 | 2151 | 2143 | 2164 |
|               | 2013 | 2015 | 2016 | 2017 | 2018 | 2019 | 2020 | 2021 | 2022 |